# 서양 문화

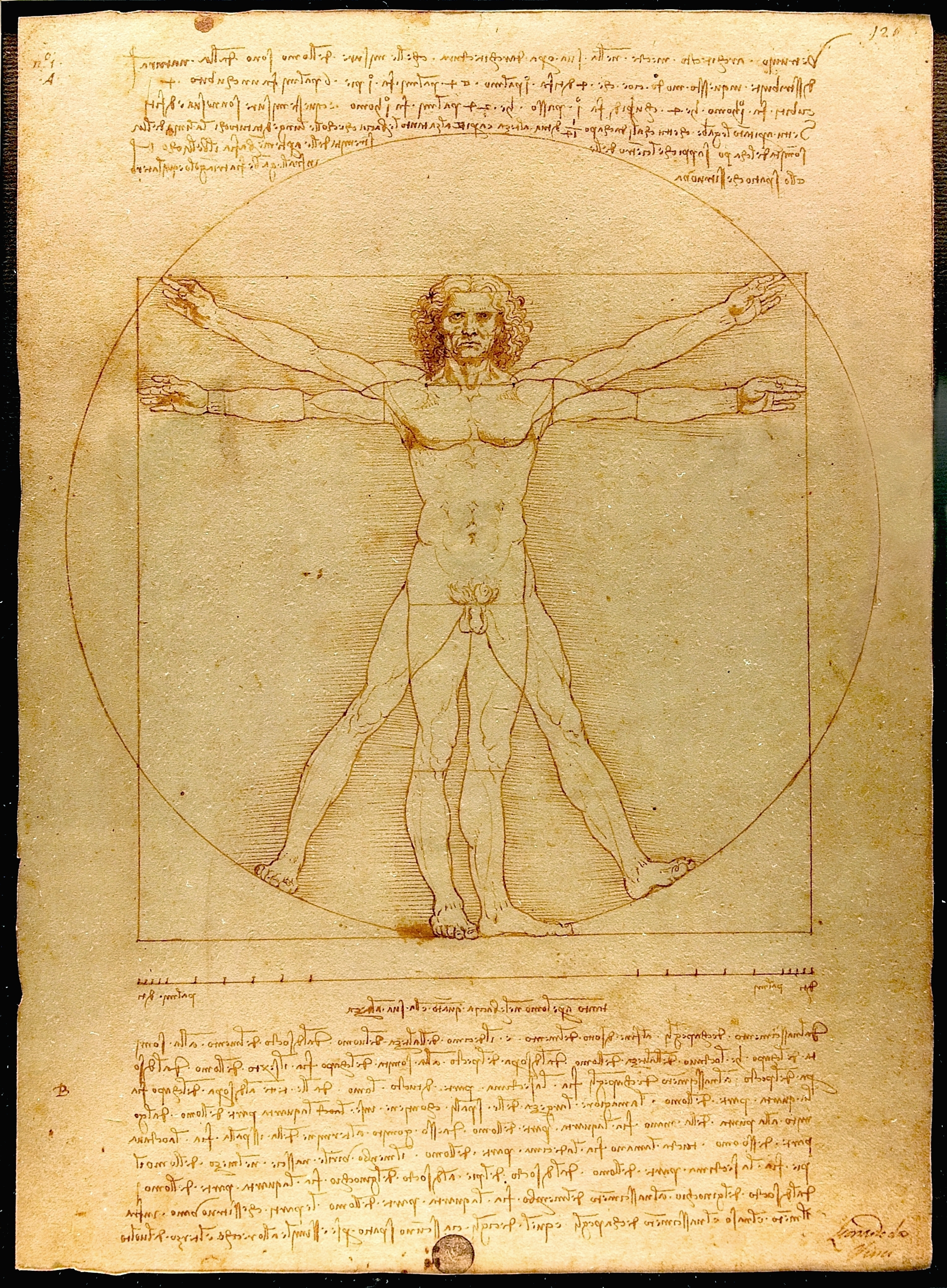
레오나르도 다빈치의 비트루비우스 인간. 고대 로마 건축가 비트루비우스가 그의 논문 De architectura의 3권에서 묘사한 기하학과 이상적인 인간 비율의 상관관계에 기초한다.

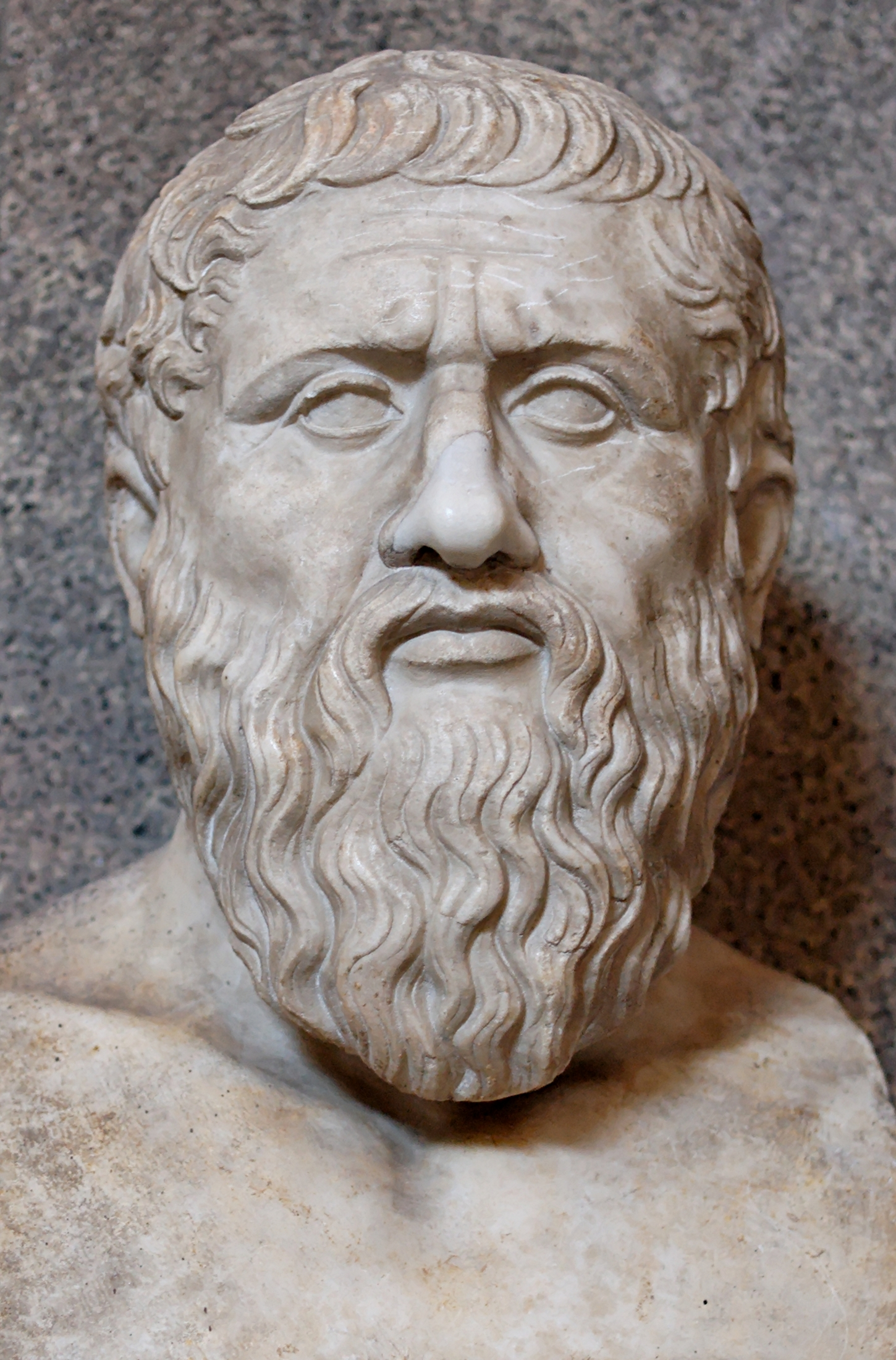
플라톤(Plato)은 서양 철학에서 가장 영향력 있는 인물로, 이후 서양과 중동의 철학과 신학에 거의 영향을 미쳤다.

서양 문화(西洋文化) 또는 서양 문명(西洋文明)은 유럽 기원의 문화 대부분과 그들의 대부분 후손을 일컫는 데 자주 쓰이는 용어이다. 서양 문화는 한국, 일본 등을 포함한 다른 지역에도 전파되었다.
서양 문명의 경우, 보통은 고대 이집트 문명과 메소포타미아 문명, 그리스 로마 시대의 지중해 문명, 근세 이후의 서유럽 문명, 근대 이후의 앵글로 아메리카 문명을 말한다.

## 추가 문헌
- Stearns, P.N., Western Civilization in World History, Routledge (2003), New York
- Thornton, Bruce, Greek Ways: How the Greeks Created Western Civilization, Encounter Books (2002)

## 같이 보기
- 동양 문화
- 서구화
- 서구 세계
- 국제화